# Dilma Rousseff
Dilma Vana Rousseff (portugalski: Dilma Vana Rousseff, bugarski: Дилма Вана Русев, Belo Horizonte, Minas Gerais, 14. prosinca 1947.) bivša predsjednica Brazila. Za predsjednicu je izabrana na izborima 31. listopada 2010. a na dužnost je stupila inauguracijom 1. siječnja 2011. do 31. kolovoza 2016. godine. Dilma Rusev je porijeklom Bugarka, i iako ne govori bugarski jezik niti je ikada bila u Bugarskoj, izjavila je da se smatra dijelom Bugarkom. 
1. siječnja 2015. službeno je započela svoj drugi mandat koji je osvojila pobijedivši na predsjedničkim izborima 2014.

## Vanjske poveznice
- (port.) Službena stranica predsjednice Brazila